# Biszakodil
A biszakodil egy difenilmetán-származék. A belekben fokozott víz- és elektrolit-kiválasztást okoz, tehát a bélperisztaltikát térfogatnövelésen keresztül fokozza és így segíti elő a székletürítést.

## Hatása
A biszakodil lokálisan ható hashajtó hydragog vegyületként csökkenti a felszívódást (bélfalizgató hatású). A vastagbél lumenében hidrolizálódva serkenti a colonperisztaltikát, elősegíti a víz és az elektrolitok felhalmozódását a béllumenben. Mindezek eredményeként serkenti a székletürítést, csökkenti a tranzitidőt, lágyítja a székletet és növeli a térfogatát, valamint a perisztaltikát fokozza.
A hatás a cAMP közreműködése mellett a bélepithel Na-K-függő ATPáz enzimének gátlásán keresztül alakul ki, ezáltal a nátrium és a víz kisebb mértékben reszorbeálódik. Ezen túlmenően víz és elektrolit fokozott mértékben kerül a vérpályából is a bélüregbe.

## Készítmények
Magyarországon:
- BISACODYL-TEVA 5 mg gyomornedv-ellenálló tabletta
- DULCOLAX 10 mg végbélkúp
- DULCOLAX 5 mg gyomornedv-ellenálló bevont tabletta
- LAXA-GIT 5 mg gyomornedv-ellenálló tabletta
- LAXBENE filmtabletta
- LAXBENE-ratiopharm filmtabletta
- LAXODIL BÉRES 5 mg gyomornedv-ellenálló tabletta
- LAXODIL BÉRES gyomornedv-ellenálló tabletta
- STADALAX 5 mg bevont tabletta

## Fordítás
Ez a szócikk részben vagy egészben  a   Bisacodyl című angol Wikipédia-szócikk ezen változatának fordításán alapul.  Az eredeti cikk szerkesztőit annak laptörténete sorolja fel. Ez a jelzés csupán a megfogalmazás eredetét és a szerzői jogokat jelzi, nem szolgál a cikkben szereplő információk forrásmegjelöléseként.